# Tong Yabghu Qaghan
Tong Yabghu Qaghan fou kan dels turcs occidentals, que va succeir al seu germà Che-kuei el 618 i va regnar fins a 630.
Vers el principi del regnat se li van sotmetre els tolös (uigurs) als que havia derrotat, i va completar la submissió de Bactriana imposant la seva hegemonia a una part de la conca del Tarim.
En aquest regnat va estar a la cort de T'ong el pelegrí xinès Xuan Zang que el va trobar a la zona Tokmak. El seu propi fill Tardu Khan havia estat nomenat per T'ong com a legin de Tokharistan amb residència a Kunduz. El rei de Turfan era vassall de T'ong. També fou en aquest regnat que va acollir al missioner indi Prabhakaramitra que després va anar a la Xina.
El 630 la tribu dels karluk que es movien entre la punta oriental del llac Baikal i el Tarbagatai es va revoltar i el kan fou assassinat. El kanat es va fraccionar en dos coneguts per les seves transcripcions xineses: els Nu-che-pi a l'oest i sud-oest del Issik-kul i els Tu-lu al nord-est d'aquest llac.